# Medveș
Medveș – wieś w Rumunii, w okręgu Alba, w gminie Fărău. W 2011 roku liczyła 199 mieszkańców.